# 賈沃申
賈沃申（波蘭語：Działoszyn）是波蘭的城鎮，位於該國南部，由羅茲省負責管轄，始建於1412年，面積4.94平方公里，2006年人口6,276。第二次世界大戰期間，納粹德國在1939年9月至1945年期間佔領該鎮。
51°07′N 18°52′E / 51.117°N 18.867°E

## 外部連結
- The Jewish Community of Działoszyn/Zaloshin （页面存档备份，存于）